# Кумай (село)
Кумай (каз. Құмай) — село в Есильском районе Акмолинской области Казахстана. Входит в состав Красивинского сельского округа. Код КАТО — 114857300.

## География
Село расположено примерно в 35 км к востоку от районного центра города Есиль. Через село проходит автодорога Астана-Костанай-Челябинск.

## Население
В 1989 году население села составляло 214 человек (из них казахов 73%).
В 1999 году население села составляло 204 человека (99 мужчин и 105 женщин). По данным переписи 2009 года, в селе проживало 212 человек (108 мужчин и 104 женщины).
| Динамика численности населения | Динамика численности населения | Динамика численности населения |
| 1989                           | 1999                           | 2009                           |
| ------------------------------ | ------------------------------ | ------------------------------ |
| 214                            | ↘204                           | ↗212                           |